# Château des Onglées
Le château des Onglées est un édifice de la commune d'Acigné, dans le département d’Ille-et-Vilaine en région Bretagne. 

## Localisation
Il se trouve au centre du département, à l’est de Rennes et au sud-ouest du bourg d'Acigné, dans une boucle de la Vilaine.

## Historique
Le château date du début du XVIIe siècle. En 1632, Hervé de Coniac, conseiller au parlement de Bretagne achète ces terres en la paroisse d'Acigné et débuta la construction d'une bâtisse. Son fils, Jean de Coniac poursuivit la construction du château. 
Alain Léon de Treverret, marié avec Noemi de Coniac en 1818 en fut le propriétaire, le couple rénova le château et installa un parc à l'anglaise. Leur petit-fils, Alain de Tréverret, fut maire de la commune d'Acigné entre 1902 et 1929. 
Il est inscrit au titre des monuments historiques depuis le 23 janvier 2012,,.

## Architecture
Le château comprend un parc ainsi qu'une chapelle datant des années 1670 et une ferme,.